# Anthurium dressleri
Anthurium dressleri är en kallaväxtart som beskrevs av Thomas Bernard Croat. Anthurium dressleri ingår i släktet Anthurium och familjen kallaväxter. Inga underarter finns listade.